# Skót labdarúgó-stadionok listája
Ebben a listában Skócia labdarúgó-stadionjai szerepelnek, befogadóképesség szerint csökkenő sorrendben.

## A lista
| #  | Stadion                   | Város         | Beofgadóképesség | Hazai csapat                                |
| -- | ------------------------- | ------------- | ---------------- | ------------------------------------------- |
| 1  | Celtic Park               | Glasgow       | 60 355           | Celtic                                      |
| 2  | Hampden Park              | Glasgow       | 52 025           | Queen's Park és a skót labdarúgó-válogatott |
| 3  | Ibrox Stadium             | Glasgow       | 51 082           | Rangers                                     |
| 4  | Pittodrie Stadium         | Aberdeen      | 22 199           | Aberdeen                                    |
| 5  | Rugby Park                | Kilmarnock    | 18 128           | Kilmarnock                                  |
| 6  | Easter Road               | Edinburgh     | 17 500           | Hibernian                                   |
| 7  | Tynecastle Stadium        | Edinburgh     | 17 420           | Heart of Midlothian                         |
| 8  | Meadowbank Stadium        | Edinburgh     | 16 000           | Edinburgh City                              |
| 9  | Tannadice Park            | Dundee        | 14 209           | Dundee United                               |
| 10 | Fir Park                  | Motherwell    | 13 742           | Motherwell                                  |
| 11 | Somerset Park             | Ayr           | 12 175           | Ayr United                                  |
| 12 | Dens Park                 | Dundee        | 12 085           | Dundee                                      |
| 13 | Cappielow                 | Greenock      | 12 011           | Greenock Morton                             |
| 14 | East End Park             | Dunfermline   | 11 998           | Dunfermline Athletic                        |
| 15 | Firhill Stadium           | Glasgow       | 10 887           | Partick Thistle                             |
| 16 | St. Mirren Park           | Paisley       | 10 800           | St. Mirren                                  |
| 17 | McDiarmid Park            | Perth         | 10 673           | St. Johnstone                               |
| 18 | Excelsior Stadium         | Airdrie       | 10 171           | Airdrie United                              |
| 19 | Starks Park               | Kirkcaldy     | 10 104           | Raith Rovers                                |
| 20 | Almondvale                | Livingston    | 10 016           | Livingston                                  |
| 21 | Broadwood Stadium         | Cumbernauld   | 8 006            | Clyde                                       |
| 22 | New St. Mirren Park       | Paisley       | 8 000            | St. Mirren                                  |
| 22 | Caledonian Stadium        | Inverness     | 7 500            | Inverness CT                                |
| 23 | Gayfield Park             | Arbroath      | 6 488            | Arbroath                                    |
| 24 | Palmerston Park           | Dumfries      | 6 412            | Queen of the South                          |
| 25 | Falkirk Stadium           | Falkirk       | 6 400            | Falkirk                                     |
| 26 | Mosset Park               | Forres        | 6 000            | Forres Mechanics*                           |
| 27 | Victoria Park             | Dingwall      | 5 800            | Ross County                                 |
| 28 | Stair Park                | Stranraer     | 5 600            | Stranraer                                   |
| 29 | Adamslie Park             | Kirkintilloch | 5 500            | Kirkintilloch Rob Roy*                      |
| 30 | New Douglas Park          | Hamilton      | 6 000            | Hamilton Academical                         |
| 31 | Station Park              | Forfar        | 5 177            | Forfar Athletic                             |
| 32 | Victoria Park             | Buckie        | 5 000            | Buckie Thistle*                             |
| 33 | Christie Park             | Huntly        | 4 500            | Huntly*                                     |
| 34 | Kynoch Park               | Keith         | 4 450            | Keith                                       |
| 35 | Central Park              | Cowdenbeath   | 4 370            | Cowdenbeath                                 |
| 36 | Shielfield Park           | Berwick       | 4 131            | Berwick Rangers                             |
| 37 | Dudgeon Park              | Brora         | 4 000            | Brora Rangers*                              |
| 38 | Balmoor                   | Peterhead     | 4 000            | Peterhead                                   |
| 39 | Claggan Park              | Fort William  | 4 000            | Fort William                                |
| 40 | Hannah Park               | Shotts        | 4 000            | Shotts Bon Accord                           |
| 41 | Newlandsfield Park        | Glasgow       | 4 000            | Pollok*                                     |
| 42 | Glebe Park                | Brechin       | 3 960            | Brechin City                                |
| 43 | Borough Briggs            | Elgin         | 3 927            | Elgin City                                  |
| 44 | Forthbank Stadium         | Stirling      | 3 808            | Stirling Albion                             |
| 45 | Princess Royal Park       | Banff         | 3 800            | Deveronvale                                 |
| 46 | Station Park              | Nairn         | 3 800            | Nairn County                                |
| 47 | Ochilview Park            | Stenhousemuir | 3 776            | Stenhousemuir East Stirlingshire            |
| 48 | Galabank                  | Annan         | 3 500            | Annan Athletic                              |
| 49 | Links Park                | Montrose      | 3 292            | Montrose                                    |
| 50 | Grant Park                | Lossiemouth   | 3 250            | Lossiemouth                                 |
| 51 | Harmsworth Park           | Wick          | 3 200            | Wick Academy                                |
| 52 | Recreation Park           | Alloa         | 3 142            | Alloa Athletic                              |
| 53 | Bellslea Park             | Fraserburgh   | 3 000            | Fraserburgh                                 |
| 54 | Grant Street Park         | Inverness     | 3 000            | Clachnacuddin                               |
| 55 | Mackessack Park           | Rothes        | 2 700            | Rothes                                      |
| 56 | Harlaw Park               | Inverurie     | 2 400            | Inverurie Loco Works                        |
| 57 | Allan Park                | Aberdeen      | 2 300            | Cove Rangers                                |
| 58 | Strathclyde Homes Stadium | Dumbarton     | 2 050            | Dumbarton                                   |
| 59 | Bayview Stadium           | Methil        | 2 000            | East Fife                                   |
| 60 | Cliftonhill               | Coatbridge    | 1 249            | Albion Rovers                               |